# Casa al passeig Lluís Albert, 4-5 (l'Escala)
La casa al passeig Lluís Albert, 4-5 era un edifici de l'Escala (Alt Empordà) inclòs a l'Inventari del Patrimoni Arquitectònic de Catalunya. Era una obra popular del segle xix.

## Descripció
Estava situada dins del nucli antic de la població de l'Escala, a l'extrem nord-est de l'entramat urbà, amb la façana principal orientada al mar i al passeig de Lluís Albert.
Era un edifici cantoner de planta rectangular, constituït per quatre cossos adossats, que feia cantonada amb el corriol Bonaire. Presentava una gran zona de jardí lateral. L'edifici principal tenia la coberta a un sol vessant i estava distribuït en planta baixa i pis. Presentava un cos adossat al sud, de planta quadrada i tres plantes amb el coronament pla, a manera de torre. A la part posterior se li adossava un cos rectangular, també de dues plantes i, a la part davantera, una crugia d'una sola planta coberta per una gran terrassa, amb accés des de la primera planta de la casa. Majoritàriament, les obertures eren rectangulars, les de la planta baixa amb l'emmarcament de pedra. Hi destacava el portal d'accés al jardí des del carrer, d'arc rebaixat bastit amb carreus de pedra, probablement restituït. Al pis hi havia tres finestrals simples amb sortida a la terrassa davantera, delimitada per una balustrada. Presentaven un petit voladís de teula a la part superior. A la crugia posterior hi havia una gran finestra balconera rectangular al segon pis, orientada al jardí. Per acabar, la torre presentava una petita finestra al pis superior, damunt la qual hi havia una cornisa motllurada que sostenia el coronament de l'estructura.
Tota la construcció estava arrebossada i pintada de color blanc, amb la cantonada decorada amb carreus de pedra desbastats. El mur de tanca del jardí era bastit amb pedra de diverses mides lligada amb morter.

## Història
Va ser destruïda el 2019 per la promotora ADN Edifica de Barcelona i la seva constructora MET Constructora, totes dues societats amb el mateix domicili fiscal i telèfons, per fer 26 apartaments de 2- 3 habitacions, amb piscina comunitària al taulat sobrecoberta de l'edifici, de baixos més 3 plantes, de luxe.